# دورتان
دورتان (به فرانسوی: Dortan) یک کمون در فرانسه است که در canton of Oyonnax-Nord واقع شده‌است.

## خصوصیات
دورتان ۱۸٫۱۱ کیلومترمربع مساحت و ۲٬۰۷۷ نفر جمعیت دارد و ۳۳۰ متر بالاتر از سطح دریا واقع شده‌است.